# Fravitta
Flavius Fravitta (muerto 402/403) era un cacique de los visigodos, que ingresó en el ejército romano de Oriente, ascendiendo a sus más altos rangos.

## Biografía
Fravitta era un miembro de la aristocracia goda. También era un pagano, y por esta razón fue elogiado por Eunapio, un historiador griego de los siglos IV-V.
En el año 382, los godos habían firmado un tratado con el emperador romano Teodosio I, según el cual se les permitía vivir en el territorio romano de la desembocadura del Danubio con el rango de foederati, proporcionando así tropas al ejército romano. Sin embargo, dentro de los godos había dos facciones cada vez más hostiles entre ellas. Una estaba formada por la mayoría cristiana arriana que, dirigida por Eriulfo, se oponía a la asimilación de los godos dentro de la cultura romana. Fravitta, por otro lado, lideró a los godos que querían mantenerse fieles al tratado y que querían ser asimilados en la cultura romana. En 391, mientras Eriulfo y Fravitta comían con Teodosio, se pelearon, y Fravitta asesinó a Eriulfo. Solo los guardias imperiales pudieron salvarle la vida ante la reacción de los seguidores de Eriulfo. Mientras que su apoyo entre los godos disminuyó, su posición en la corte se fortaleció. Más tarde se casó con una mujer romana de alto rango, lo que ayudó a su propia asimilación en la sociedad romana, así como de su pueblo.
Fue leal al Imperio romano durante toda su vida, y se elevó a través de las filas de su ejército hasta ocupar el puesto de magister militum, con la misión de reprimir las revueltas en el Este (395).
Según Zósimo, Fravitta fue responsable de haber "liberado a todo Oriente, desde Cilicia a Fenicia y Palestina, de la plaga de bandidos".
En 400 lideró la flota del emperador romano oriental Arcadio y derrotó decisivamente al rebelde Gainas, en Tracia: hundió las naves de este mientras intentaban pasar a Asia Menor. Como recompensa, pidió que se le permitiera adorar a los dioses paganos libremente: el Emperador le concedió su deseo y lo designó como cónsul para el 401.
Más tarde cayó en desgracia debido a varias intrigas en la corte oriental, ya que la política imperial hacia los godos cambió debido a la rebelión de Gainas: Fravitta fue injustamente acusado de traición y ejecutado.